# Нотарска комора Републике Српске
Нотарска комора Републике Српске је самостално и независно удружење свих нотара у Републици Српској.
Сви нотари обавезно су њени чланови. Комора има својство правног лица и сједиште јој је у Бањој Луци.

## Организација
Лице овлаштено за заступање Нотарске коморе је предсједник Нотарске коморе. Поред њега, постоје и сљедећи коморски органи: Скупштина, Управни одбор, Надзорни одбор, Комисија за статутарна питања, Комисија за унапређење нотарске етике, Комисија за стручно усавршавање нотара, Комисија за међународну сарадњу и информисање, Дисциплинска комисија првог степена и Дисциплинска комисија другог степена.
Скупштина је највиши орган управљања. Чине је сви нотари уписани у Именик Нотарске коморе са службеним сједиштем у Републици Српској и имају једнако право гласа. Скупштина је надлежна за доношење Статута и за именовање свих коморских органа и радних тијела.
Нотарска комора Републике Српске издаје и часопис под називом „Нотаријат Републике Српске“.

## Дјелатност
Нотарска комора Републике Српске:
- прати и проучава односе и појаве, у вршењу нотарске професије, те у циљу унапређења нотаријата остварује сарадњу са правосудним и другим надлежним и струковним удружењима;
- представља нотаре код надлежних органа власти;
- чува углед, част и права нотара;
- стара се да нотари савјесно и одговорно обављају службу нотара,
- надзире рад и понашање нотара, нотарских помоћника, замјеника нотара и других лица на раду код нотара;
- стара се о трајаном стручном усавршавању нотара, нотарских помоћника, нотарских замјеника и административних радника код нотара;
- успоставља и унапређује разне облике стручне и научне сарадње са Министарством правде, Министарством управе и локалне самоуправе, судовима, Адвокатском комором РС, факултетима, Удружењем правника РС и Нотарском комором Федерације БиХ, Међународном нотарском комором и другим сличним међународним удружењима;
- утврђује правила нотарске етике;
- прати и проучава односе и појаве, укључујући стање у правосуђу и управи који су од интереса за уређени положај и рад и унапређење нотарске службе;
- успоставља и развија сарадњу са другим нотарским и јавнобиљежничким коморама и међународним организацијама нотара и правника;
- развија и његује међусобну солидарност и узајамност свих нотара у Републици Српској;
- обавља и друге послове који су стављени у њену надлежност, те друге задатке који одговарају сврси њеног оснивања.